# Cryptanura piceothorax
Cryptanura piceothorax là một loài tò vò trong họ Ichneumonidae.